# Enjoy Yourself Tour
Enjoy Yourself Tour è stato il secondo tour di concerti della cantante australiana Kylie Minogue, intrapreso nel 1990.
La tournée, estesasi tra Australia, Europa, Hong Kong e Thailandia, è stata di supporto al secondo album in studio dell'artista, Enjoy Yourself (1989).
Per commemorare il tour è stato realizzato un libro fotografico, venduto per $4.95 durante i concerti.

## Registrazioni e broadcasting
Seppur mai commercializzata ufficialmente, la registrazione professionale del concerto di Sydney (5 febbraio 1990) è stata diffusa su Internet nel maggio del 2008, ed è fruibile su YouTube.

## Scaletta
1. The Loco-Motion
2. Got to Be Certain
3. Hand on Your Heart
4. Love at First Sight
5. Look My Way
6. Made in Heaven
7. My Girl (interpretata da un coro maschile)
8. Tears on My Pillow
9. I Should Be So Lucky
10. I Miss You
11. Nothing to Lose
12. Medley: Blame It on The Boogie / ABC
13. Tell Tale Signs
14. Je Ne Sais Pas Pourquoi
15. Never Too Late
16. Wouldn't Change a Thing

Encore
1. Dance to the Music
2. Better the Devil You Know
3. Enjoy Yourself

### Variazioni della scaletta
- Look My Way è stata eseguita solo in Australia
- Help! ha sostituito Dance to the Music il 14 maggio.

## Date del tour
| Data            | Città       | Paese       | Sede                                      |
| --------------- | ----------- | ----------- | ----------------------------------------- |
| Australia       |             |             |                                           |
| 3 febbraio 1990 | Brisbane    | Australia   | Brisbane Entertainment Centre             |
| 5 febbraio 1990 | Sydney      | Australia   | Sydney Entertainment Centre               |
| 9 febbraio 1990 | Melbourne   | Australia   | National Tennis Centre                    |
| Europa          |             |             |                                           |
| 17 aprile 1990  | Birmingham  | Regno Unito | NEC Arena                                 |
| 18 aprile 1990  | Birmingham  | Regno Unito | NEC Arena                                 |
| 19 aprile 1990  | Birmingham  | Regno Unito | NEC Arena                                 |
| 21 aprile 1990  | Londra      | Regno Unito | London Docklands Arena                    |
| 22 aprile 1990  | Londra      | Regno Unito | London Docklands Arena                    |
| 23 aprile 1990  | Londra      | Regno Unito | London Docklands Arena                    |
| 25 aprile 1990  | Belfast     | Regno Unito | King's Hall                               |
| 27 aprile 1990  | Dublino     | Irlanda     | RDS Simmonscourt                          |
| 28 aprile 1990  | Dublino     | Irlanda     | RDS Simmonscourt                          |
| 29 aprile 1990  | Dublino     | Irlanda     | RDS Simmonscourt                          |
| 2 maggio 1990   | Whitley Bay | Regno Unito | Whitley Bay Ice Rink                      |
| 8 maggio 1990   | Parigi      | Francia     | La Cigale                                 |
| 10 maggio 1990  | Colonia     | Germania    | Sporthalle Köln                           |
| 11 maggio 1990  | Amburgo     | Germania    | Alsterdorfer Sporthalle                   |
| 12 maggio 1990  | Bruxelles   | Belgio      | Forest National                           |
| 14 maggio 1990  | Glasgow     | Regno Unito | Scottish Exhibition and Conference Centre |
| 15 maggio 1990  | Aberdeen    | Regno Unito | AECC Arena                                |
| 17 maggio 1990  | Birmingham  | Regno Unito | NEC Arena                                 |
| 18 maggio 1990  | Londra      | Regno Unito | Wembley Arena                             |
| Asia            |             |             |                                           |
| 24 maggio 1990  | Hong Kong   | Hong Kong   | Hong Kong Coliseum                        |
| 26 maggio 1990  | Bangkok     | Thailandia  | Thailand Cultural Centre                  |